# 田山花袋記念文学館

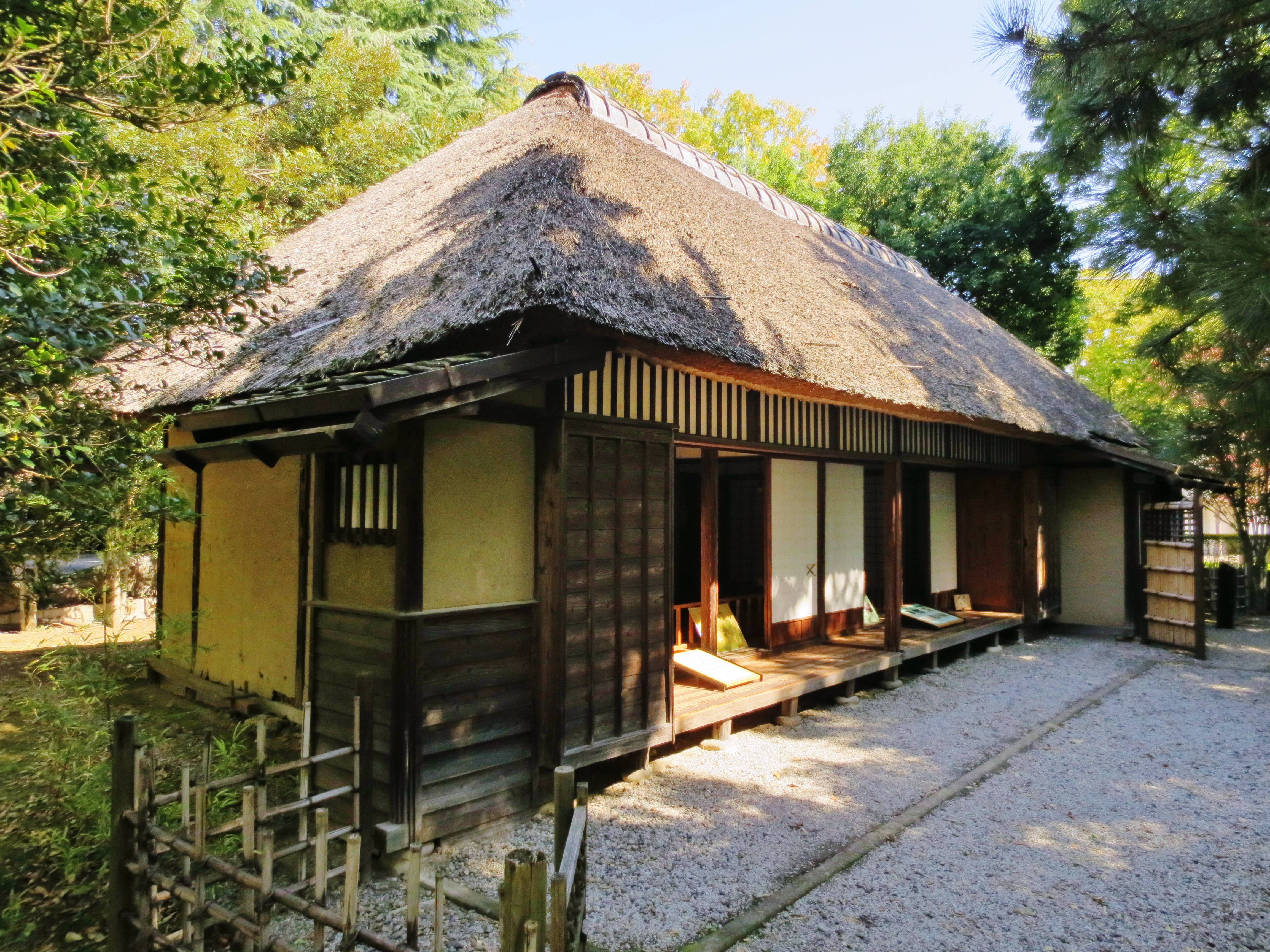
田山花袋旧居（館林市第二資料館内）

田山花袋記念文学館（たやまかたいきねんぶんがくかん）は、群馬県館林市城町にある館林市立の文学館である。1987年（昭和62年）開館。

## 概要
向井千秋記念子ども科学館の向かい側にあり、市内出身である田山花袋の資料や交友関係についての情報が展示されている。

## 周辺
- 向井千秋記念子ども科学館
- 縄文邑
- つつじが岡公園
- 群馬県立館林女子高等学校
- 館林市第二資料館（田山花袋旧居・旧上毛モスリン事務所）
- 館林市役所

## 情報
- 開館時間 - 9:00~17:00
- 休館日 - 月曜日、祝日の翌日、年末年始
- 入館料 - 大人（高校生以上） - 210円/小人（中学生以下） - 無料
  - ただし、5月13日（花袋忌）、10月28日（群馬県民の日）は大人も無料。
- 交通アクセス - 東武伊勢崎線館林駅より徒歩約20分/東北自動車道館林ICより車で約15分